# Hsu Ya-ching

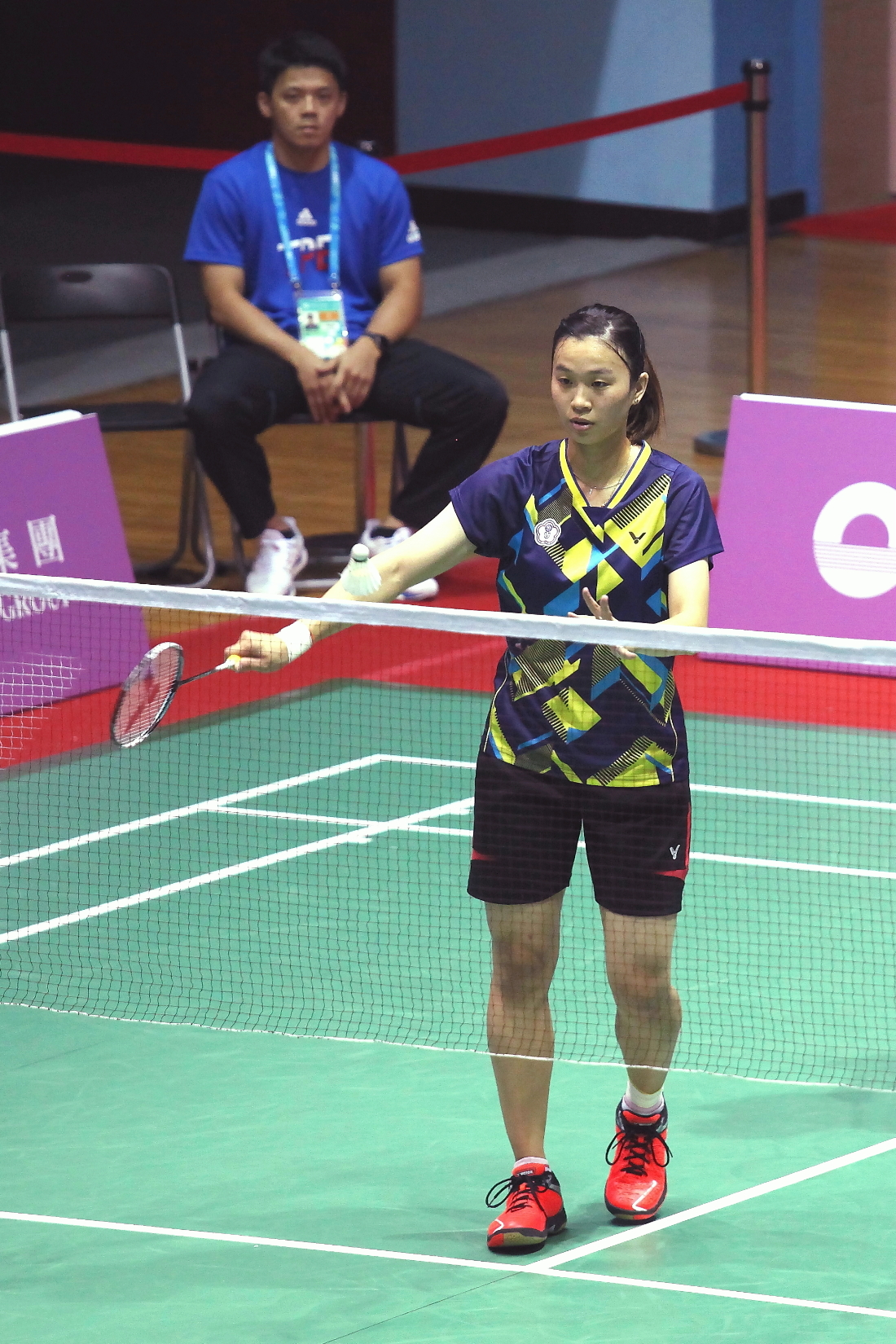
Hsu Ya-Ching, 2017

Hsu Ya-ching (chinesisch 許雅晴; * 30. Juli 1991) ist eine taiwanische Badmintonspielerin.

## Karriere
Hsu Ya-ching wurde bei den Vietnam Open 2009 Fünfte im Dameneinzel. Im gleichen Jahr trat sie der chinesischen Badmintonnationalmannschaft von Taiwan bei und belegte Rang drei bei den Chinese Taipei Open. Bei der Korea Open Super Series 2010 schied sie dagegen schon in Runde eins aus.

## Sportliche Erfolge
| Saison | Veranstaltung       | Disziplin   | Platz | Name         |
| ------ | ------------------- | ----------- | ----- | ------------ |
| 2009   | Vietnam Open        | Dameneinzel | 5     | Hsu Ya-ching |
| 2009   | Chinese Taipei Open | Dameneinzel | 3     | Hsu Ya-ching |